# Piggies
"Piggies" é uma canção dos Beatles escrita por George Harrison inclusa no álbum The Beatles ou "Álbum Branco" de 1968. “Piggies” é a canção do meio de uma sequência de músicas com animais no título: “Blackbird” (Melro-preto) e “Rocky Raccoon” (Guaxinim “Rocky”). Foi uma decisão deliberada de Lennon/McCartney na montagem do tracklist.

## Origens da Criação
Assim como “Taxman” e “Think For Yourself,” essa é mais uma crítica social feita por Harrison. Num estilo barroco, quase como canção de crianças, com harpas e cravos e um contraponto com um riff de blues, Harrison esboçou todo seu desgosto com a classe social esnobe, chamando-os de porcos. A canção é também mal interpretada como sendo anti-autoridade (como a polícia que tem o apelido pejorativo de “porcos”).

## Letra
A letra irônica de George traz uma fábula sobre os "Porquinhos." Frases como, "Os porquinhos vivem chafurdando na lama," "com suas camisas brancas engomadas," "eles sempre tem sujeira pra fazer" e "eles vivem suas vidas de porcos," mostram de maneira simbólica comparando-os com a burguesia local de Londres. A mãe de Harrison contribuiu com a frase, "O que eles precisam são umas boas palmadas," e Lennon contribuiu com a frase final, "Agarrando garfos e facas para comerem seu bacon" apesar da ideia original ser "para cortar suas bistecas."

## Gravação
A canção foi gravada em 19 de setembro em poucas tomadas no Abbey Road Studios. Lennon empolgado com sua expêriencia de colagem de fitas (que mais tarde gerou "Revolution 9") fez uma colagem com grunhidos de porcos e o assistente de produção de Martin, Chris Thomas, gravou a harpa e o cravo. Os arranjos foram um trabalho duplo de Harrison e George Martin. Em alguns trechos sua voz é modificada com sintetizadores. John Lennon participa fazendo os grunhidos de porco.

## Ficha técnica
De acordo com Ian MacDonald, exceto onde indicado:
The Beatles
- George Harrison – vocal,[2] violão, vocal de apoio,[3] vocalização[4]
- John Lennon – Grunhidos de porco, [2] vocal de apoio[3]
- Paul McCartney – baixo, vocal de apoio[3]
- Ringo Starr – pandeirola, bateria[4]

Músicos adicionais
- Chris Thomas – harpsichord
- Henry Datyner – violino
- Eric Bowie – violino
- Norman Lederman – violino
- Ronald Thomas – violino
- John Underwood – viola
- Keith Cummings – viola
- Eldon Fox – violoncelo
- Reginald Kilby – violoncelo
- George Martin – arranjo de cordas